# Irmgard Glauche
Irmgard Glauche (* 12. März 1920 in Schwarzenberg; † 26. November 2016) war eine deutsche Textilgestalterin und Hochschullehrerin.

## Leben und Werk
Irmgard Glauche absolvierte von 1937 bis 1939 eine Lehre als Handweberin und arbeitete dann in ihrem Beruf. Von 1946 bis 1950 studierte sie Textilgestaltung an der Burg Giebichenstein – Kunstschule und Werkstätten der Stadt Halle-Saale, unter anderem bei Annemarie Heuer-Stauß. 1949 erwarb sie den Meistertitel. Von 1950 bis 1952 arbeitete sie freiberuflich, vor allem als Weberin. Sie war Mitglied des Kollektivs Schönschornstein, über das es offenbar keine weiteren Informationen gibt.
Ab 1953 war Irmgard Glauche an der heutigen Burg Giebichenstein Kunsthochschule Halle in der Lehre tätig, wo sie Willi Sitte im Bereich der Textilgestaltung ergänzte und dann ablöste. Mit Sitte begründete sie die Fachklasse Textilteppichgestaltung. Sie war bis 1965 Fachlehrerin und Oberassistentin, dann Dozentin in der Abteilung Flächengestaltung und von 1968 bis zur Pensionierung Professorin. Zu ihren Schülerinnen gehörten unter anderem Inge Götze, Gisela Grade, Ilse-Maria Krause, Ingrid Müller-Kuberski (* 1936) und Marielies Riebesel.
Irmgard Glauche war bis 1990 Mitglied des Verbands Bildender Künstler der DDR.

## Ausstellungen (unvollständig)
- 1962/1963, 1967/1968 und 1977/1978: Dresden, Fünfte und VI. Deutsche Kunstausstellung und VIII. Kunstausstellung der DDR
- 1969 und 1974: Halle, Bezirkskunstausstellungen